# الغوير (الكرك)
الغوير إحدى قرى محافظة الكرك في الأردن يبلغ عدد سكانها حوالي 7,000 نسمة، تقع في شرق محافظة الكرك ويعمل سكانها في القطاع العام والقطاع الزراعي. 